# 방준서
방준서(2002년 3월 14일~)는 대한민국의 배우이자 모델이다.

## 학력
- 서울양화초등학교 (졸업)
- 양동중학교 (졸업)
- 서울공연예술고등학교 연극영화과 (졸업)
- 서울호서예술실용전문학교 연기예술학과 (재학)

## 연기 활동

### 드라마
- 2005년 MBC 대하드라마 《신돈》 ... 어린 반야 역 (서지혜 아역)
- 2005년 MBC 대하드라마 《영웅시대》 ... 은하 역
- 2005년 KBS1 일일연속극 《어여쁜 당신》 ... 보배 역
- 2005년 ~ 2006년 MBC 주말연속극 《결혼합시다》 ... 연지 역
- 2006년 KBS2 미니시리즈 《굿바이 솔로》 ... 소영 역
- 2006년 SBS 드라마 스페셜 《스마일 어게인》 ... 어린 오단희 역 (김희선 아역)
- 2006년 SBS 미니시리즈 《천국보다 낯선》 ... 어린 유희란 역 (김민정 아역)
- 2006년 SBS 대하드라마 《연개소문》 ... 어린 연수정 역 (황인영 아역)
- 2006년 SBS 추석특집극 《내 사랑 달자씨》 ... 솔이 역
- 2006년 SBS 금요드라마 《마이 러브》 ... 김별 역
- 2007년 MBC 주말연속극 《깍두기》 ... 정하솜 역
- 2008년 KBS2 아침드라마 《난 네게 반했어》 ... 조예지 역
- 2009년 MBC 미니시리즈 《내조의 여왕》 ... 온정원 역
- 2009년 MBC 미니시리즈 《맨땅에 헤딩》 ... 별이 역
- 2010년 SBS 드라마 스페셜 《산부인과》 ... 수빈 역
- 2010년 SBS 월화드라마 《오! 마이 레이디》 ... 김민지 역
- 2010년 KBS2 미니시리즈 《성균관 스캔들》 ... 어린 김윤희 역 (박민영 아역)
- 2011년 SBS 드라마 스페셜 《시티헌터》 ... 송미진 역
- 2011년~2012년 MBC 주말특별기획 《애정만만세》 ... 어린 변주리 역 (변정수 아역)
- 2012년 MBC 대하드라마 《무신》 ... 김연 역
- 2012년 tvN 미니시리즈 《일년에 열두남자》 ... 구지우 역
- 2012년 KBS2 단막극 《KBS 드라마 스페셜 - 아빠가 간다》 ... 이소라 역
- 2012년 KBS2 미니시리즈 《울랄라 부부》 ... 어린 나여옥 역 (김정은 아역)
- 2015년 SBS 드라마 스페셜 《리멤버 - 아들의 전쟁》 ... 이연지 역
- 2016년 MBC 주말드라마 《불어라 미풍아》 ... 어린 박신애/강미정 역 (오지은 → 임수향 아역)
- 2018년 tvN 토일드라마 《라이브》 ... 김경미 역
- 2019년 tvN 토일드라마 《자백》 ... 어린 조경선 역 (송유현 아역)

### 영화
- 2008년 《멋진 하루》 ... 은정의 딸 역
- 2009년 《시크릿》 ... 아이 1 역
- 2012년 《점쟁이들》 ... 어린 찬영 역 (강예원 아역)
- 2020년 서울공연예술고등학교 단편영화 《쪽지》

### 방송
- 2010년 EBS 《딩동댕 유치원》